# Koppenmühle (Welzheim)
Die Koppenmühle (auch Wieslaufmühle oder Koppensägmühle genannt) ist eine abgegangene Wassermühle auf dem Stadtgebiet von Welzheim, einer Kleinstadt in baden-württembergischen Rems-Murr-Kreis. Die Sägemühle ging in der zweiten Hälfte des 19. Jahrhunderts ab. 

## Lage
Die Koppenmühle befand sich im bewaldeten Tal der Wieslauf, etwa 1,9 Kilometer südlich der Eckartsweiler Sägmühle und zirka 900 Meter nordöstlich der Laufenmühle. Etwa 1,1 Kilometer oberhalb der Koppenmühle lag die im 19. Jahrhundert abgebrochene Schmalenberger Sägmühle.

## Geschichte
Es ist nicht ganz klar, wann die Koppenmühle errichtet wurde. Es gilt jedoch als sicher, dass die Anlage schon im 17. Jahrhundert vorhanden war. Der ursprüngliche Name war wohl Wieslaufmühle. Dieser Name war denkbar ungünstig gewählt, gab es doch an der oberen Wieslauf zahlreiche Wassermühlen. Erst später wurde die Mühle nach ihrem Besitzer, einem Herrn Kopp, in Koppenmühle umbenannt. Unter diesem Namen erscheint die Mühle auf Karten des frühen 19. Jahrhunderts. Um 1835/37 wird Matthäus Wurst, der Inhaber der Laufenmühle, auch als Besitzer der Koppenmühle genannt. Die Anlage verfügte nur über ein Wasserrad. 